# Euchromia dohertyi
Euchromia dohertyi là một loài bướm đêm thuộc phân họ Arctiinae, họ Erebidae.